# Theater Rotterdam

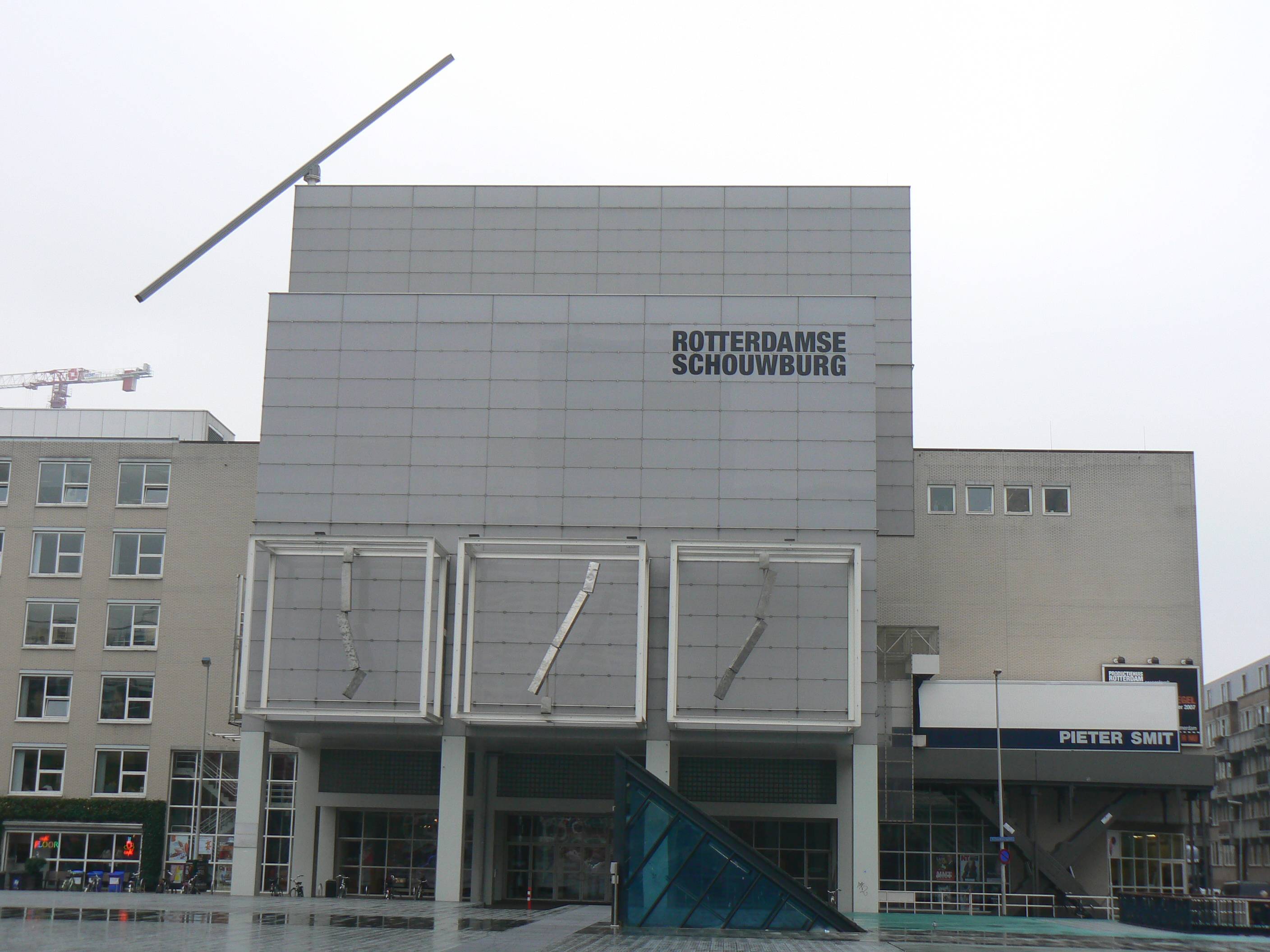
Das Hauptgebäude der Gesellschaft Theater Rotterdam (Abbildung noch mit altem Schriftzug)

Das Theater Rotterdam ist eine Theatergesellschaft der niederländischen Stadt Rotterdam. Sie bespielt zwei Häuser: die TR Schouwburg (vormaliger Name Rotterdamse Schouwburg) und die ehemaligen Räumlichkeiten des RO Theater, welche heute TR Witte de With heißen.

## Entstehung
Das Theater Rotterdam entstand im März 2017 aus der Fusion der Theatergesellschaften RO Theater, der Rotterdamse Schouwburg und dem Productiehuis Rotterdam, zusammen mit dem Schauspielerkollektiv Wunderbaum als erstem Allianzpartner.
Bereits Jahre zuvor begannen die Vorbereitungen hierzu. Am Zusammenschluss zum Theater Rotterdam waren zunächst fünf verschiedene Theaterinstitutionen beteiligt. Laut der Kulturredakteurin der Zeitung De Volkskrant, Anette Embrechts, war dies ein Novum in der niederländischen Theaterwelt. Der Zusammenschluss wurde erstmals im März 2016 in der Rotterdamse Schouwburg der Öffentlichkeit vorgestellt.
Der vormalige Geschäftsführer der Stadsschouwburg Amsterdam, Melle Daamen, war ab  September 2016 der erste Geschäftsführer des Theater Rotterdam. Im April 2018 beendete er jedoch überraschend sein Engagement wieder und wurde abgelöst von Walter Ligthart vom Het Nationale Toneel in Den Haag.
Der Name der Theatergesellschaft ist gleichzeitig auch der neue Name des Theatergebäudes am Schouwburgplein, welches zuvor Rotterdamse Schouwburg hieß.
Im Januar 2020 veröffentlichte De Volkskrant eine Beschreibung des Theater Rotterdam als ein gescheitertes Projekt, wo Vieles nicht zusammen passen will und der geplante Erfolg als Theater mit europaweitem Vorbildcharakter sich nicht einstellt. Die Zeitung zitiert hierzu viele Meinungen interner Zeugen.
Das Theater Rotterdam erhält jährlich rund elf Millionen Euro an Subventionen (vom Staat rd. 1,8 Millionen Euro; von der Gemeinde Rotterdam rd. 9 Millionen Euro sowie gelegentliche öffentliche Zuwendungen in Höhe von rd. 1,1 Millionen Euro) (Stand 2021).